# Мака (индейская резервация)
Мака (англ. Makah Reservation) — индейская резервация народа маках, расположенная на Северо-Западе США в северо-западной части штата Вашингтон.

## История
Мака являются самой южной частью лингвистической группы вакашей и единственным членом этой семьи, проживающим в нынешних границах Соединённых Штатов, другие представители живут в Британской Колумбии, Канада.
31 января 1855 года избранные представители племени подписали договор Ниа-Бей с федеральным правительством США, уступив большую часть своих традиционных земель. В 1859 году Конгресс США ратифицировал договор, положив начало радикальным культурным изменениям в племени.
В 1979 году в резервации был создан культурный и исторический центр маках. Ежегодно проводится День маках.

## География
Резервация расположена на северо-западной оконечности полуострова Олимпик в округе Клаллам, штат Вашингтон. Северной границей резервации является пролив Хуан-де-Фука, а западной — Тихий океан. Национальный парк Олимпик отделяет часть резервации (около 3 км²), расположенной на реке Озетт, от основной территории Мака.
Общая площадь резервации составляет 121,77 км², из них 121,17 км² приходится на сушу и 0,6 км² — на воду. Административным центром Мака является статистически обособленная местность Ниа-Бей.

## Демография
По данным федеральной переписи населения 2000 года, в резервации проживало 1 365 человек.
В 2019 году в резервации проживало 1 541 человек. Расовый состав населения: белые — 115 чел., афроамериканцы — 0 чел., коренные американцы (индейцы США) — 1 334 чел., азиаты — 0 чел., океанийцы — 0 чел., представители других рас — 4 чел., представители двух или более рас — 88 человек. Плотность населения составляла 12,65 чел./км².  Основным населенным пунктом резервации является община Ниа-Бей.